# Florida Power & Light
A Florida Power & Light Company (FPL), a principal subsidiária da NextEra Energy Inc. (anteriormente FPL Group, Inc.),  é uma empresa de fornecimento de energia sediada em Juno Beach, que atende cerca de 4,8 milhões de contas e 10 milhões de pessoas na Flórida. A companhia gera, transmite, distribui e vende energia elétrica.
Após a temporada de tempestades de 2005, que incluiu os furacões Katrina, Rita e Wilma, a FPL investiu mais de US$ 2 bilhões em melhorias na rede elétrica contra o clima severo. A empresa reforçou postes e fios que servem instalações críticas na área de serviço.